# Autour de Henst
Astur henstii
Espèce
Statut de conservation UICN

 VU  : Vulnérable
Statut CITES
L'Autour de Henst (Astur henstii) est une espèce d'oiseaux appartenant au groupe des rapaces et à la famille des Accipitridae.

## Description
Ce rapace diurne mesure de 52 à 62 cm, la femelle étant plus grande que le mâle.
Sa tête est brun noir avec deux légers sourcils blancs. Son menton et sa gorge blancs sont barrés de brun. Son bec est noir avec des cires jaunes. Les parties supérieures du corps sont brunes et les inférieures blanches fortement barrées de brun tandis que les ailes sont noires. Les pattes sont jaunes. La queue brune est marquée de cinq ou six bandes noires dessus tandis qu'elle est brun gris uniforme dessous.
L'immature diffère de l'adulte par les parties inférieures beiges ponctuées de grosses taches brunes.

## Répartition
Cet oiseau est endémique de Madagascar.